# Museo casa de Murillo (La Paz)
El museo Casa de Murillo es una entidad cultural de la ciudad de La Paz en Bolivia, funciona en un inmueble catalogado como de valor monumental según la legislación sobre patrimonio cultural boliviano, la declaratoria de Monumento nacional corresponde a 1945. Posee igualmente una declaratoria de Patrimonio Arquitectónico de la ciudad de La Paz, extendida según ley Municipal Autonómica en 2012.
Está ubicado en la histórica calle Jaén y está dedicado a la vida del héroe local de la independencia Pedro Domingo Murillo.

## Historia
Se trata de un casona construida en el siglo XVII, su principal función era el almacenamiento de productos que llegaban a la ciudad al estar ubicada en una zona comercial. La calle donde se encuentra la vivienda fue conocida como Kabracancha o Kaura Kancha, que se traduce como mercado de llamas.
Para el siglo XVIII la casa pertenecía a José Ramón de Loayza Pacheco que realizó una refacción a la vivienda, la planta baja se dividió en varios almacenes y un espacio amplio donde se ubicó una hilandería. La planta alta funcionaba como vivienda y fue alquilada a Pedro Domingo Murillo a inicios de la década de 1800. 
El inmueble en el que funciona el museo fue adquirido por la municipalidad local en 1944, y en 1953 empezó a funcionar como museo.Su primer director fue el arqueólogo Maks Portugal.

## Características
El Museo fue identificado como la residencia del héroe Pedro Domingo Murillo y sus colecciones contienen principalmente información histórica sobre la gesta libertaria en 1809. Entres sus colecciones se exhiben armas, documentos, platería, mobiliario y obras de arte pictóricas de la época.

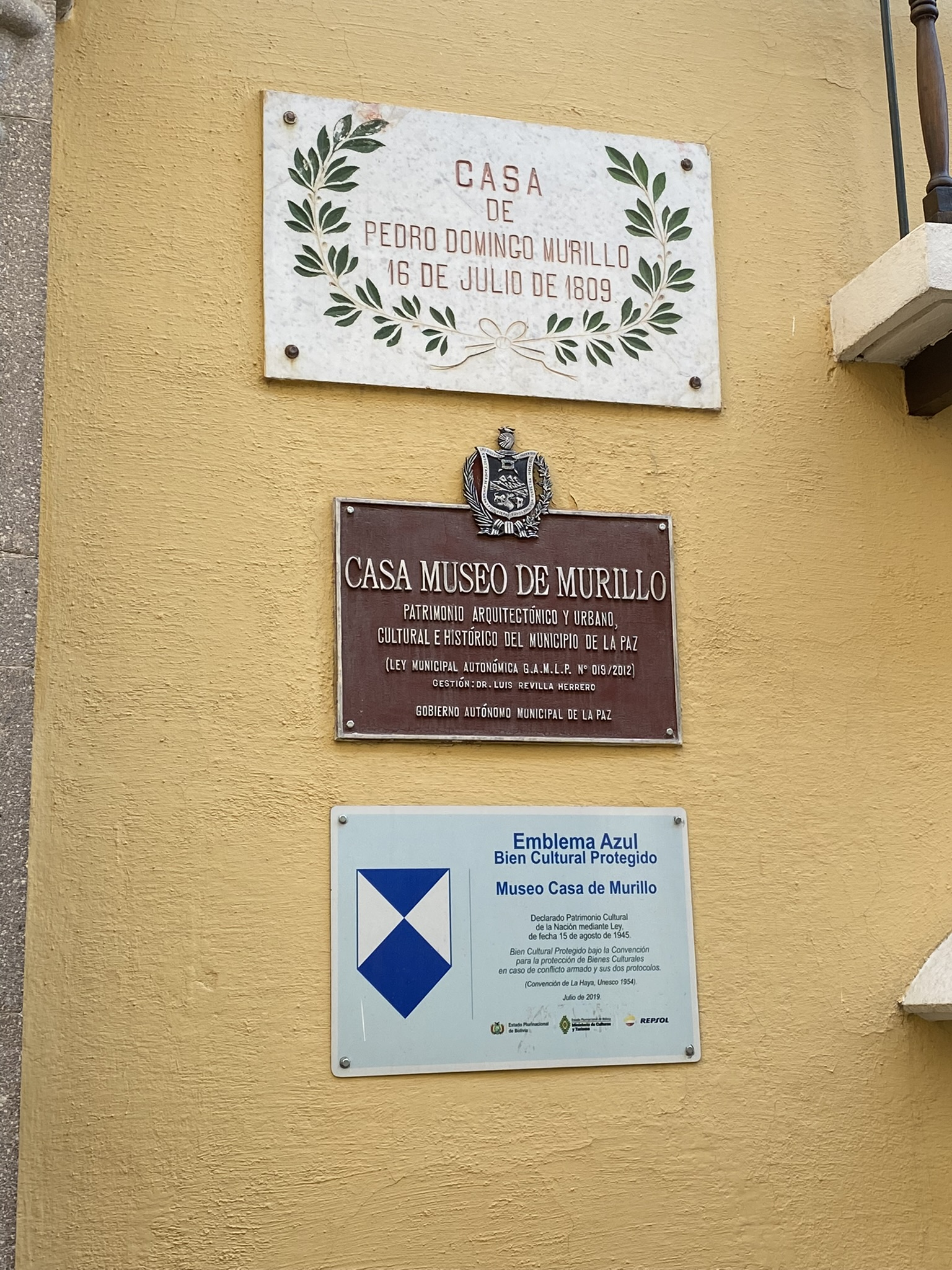
Plaquetas conmemorativas y de catalogación del inmueble.

Entre la colección pictórica se halla un importante cuadro que ilustra el cerco a  la ciudad de La Paz de 1781, evento liderado por el aimara Tupac Katari como parte de sus estrategias militares durante el levantamiento que lideró contra el gobierno español.
Aunque ha existido polémica sobre la precisión de la versión que afirma que esa fue la residencia de Murillo, la adquisición del inmueble fue realizada bajo esa premisa y su restauración respondió a documentos de la persecución realista a la que fue sometido Murillo y a investigaciones del historiador Vásquez Machicado. 
Una versión complementaria menciona que la vivienda pudo haber sido refugio del héroe durante la persecución española, pero no una residencia de su propiedad, razón por la cual puede hallarse registrada en documentos de la época.

## Estado de conservación
Ha recibido diferentes intervenciones a lo largo de su historia, una de las más importantes fue realizada en 1948 y, la más reciente, la realizada en 2005.
Algunos objetos resaltes de las colecciones son: la réplica del acta de la Junta Tuitiva, obras de la escuela pictórica potosina.